# Эстадио Серро дель Эспино
Эстадио Серро дель Эспино (исп. Estadio Cerro del Espino) — футбольный стадион в городе Махадаонда, Испания, является домашним полем клуба «Атлетико Мадрид Б». Открытый в 1995 году, вместимость — 3 800 человек.
В настоящее время он используется для футбольных матчей и является домашним стадионом резервных команд «Атлетико Мадрид» и «Райо Махадаонда».
Это место является частью тренировочной базы «Ciudad Deportiva Atlético de Madrid».